# 21. Panzer-Division
La 21. Panzer-Division fu una divisione corazzata della Wehrmacht originata dalla trasformazione della 5. Leichte-Division, operativa durante la seconda guerra mondiale, nota soprattutto per le sue valorose azioni di guerra nelle file dell'Afrikakorps e, dopo la sua ricostituzione, sul fronte di Normandia. Tra i suoi membri si distinsero gli ufficiali Georg von Bismarck, Johannes Streich, Werner Grün, Hans von Luck, Gerhard Müller, Hermann von Oppeln-Bronikowski.

## Storia

### Le origini e in Nord Africa
La 5. Leichte-Division (5ª divisione leggera), gruppo da cui nacque la 21. Panzer-Division, nacque con elementi della 3. Panzer-Division e iniziò ad addestrarsi dal luglio 1940 in Slesia per prepararsi al suo impiego nello scacchiere del Nord Africa dove venne inviata, rappresentando quindi l'avanguardia di quello che sarebbe divenuto il famoso Deutsches Afrikakorps di Erwin Rommel, il 14 febbraio 1941.
Il 1º agosto dello stesso anno il suo organico venne trasformato in parte nella 21. Panzer-Division e in parte nella 15. Panzer-Division.
| Luogo                  | Periodo             |
| Nordafrica             | ago 1941 - mag 1943 |
| Francia e Ungheria     | lug 1943 - dic 1944 |
| Germania               | dic 1944 - feb 1945 |
| Polonia e Germania est | feb 1945 - mag 1945 |

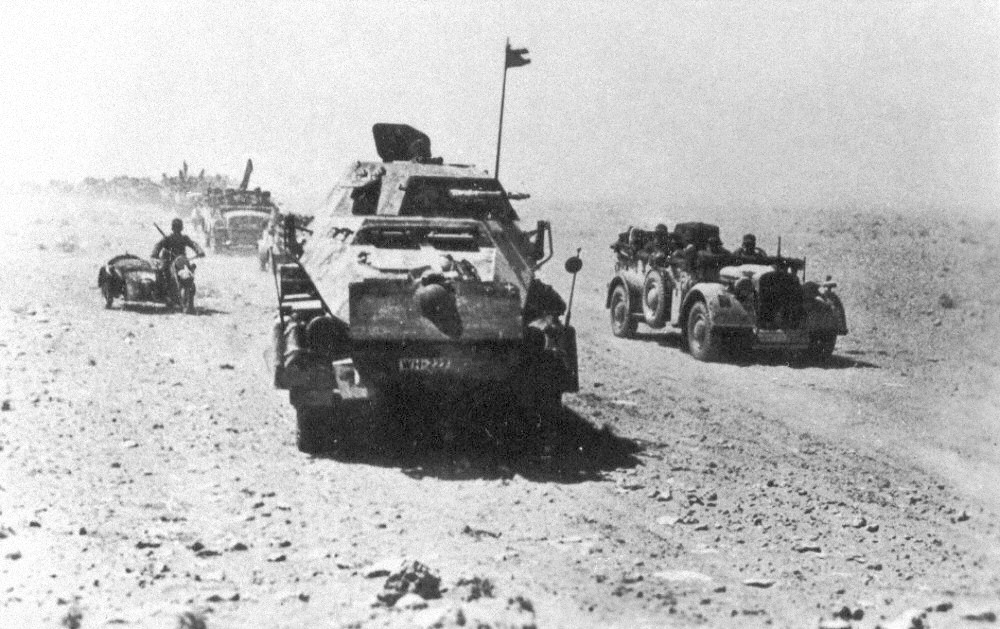
1942: il 39. Panzerjäger-Abteilung della 21ª Panzer avanza nel deserto

Nel corso dell'operazione Crusader la 21. Panzer-Division ebbe una parte di rilievo in tutti gli scontri, in particolare nella giornata del 22 novembre durante la prima battaglia di Sidi Rezegh, e tra il 26 e il 29 novembre, giorno in cui tutto lo stato maggiore della divisione, compreso il generalleutnant Johann von Ravenstein, venne fatto prigioniero dalle truppe neozelandesi. Quando Rommel decise di abbandonare la Cirenaica la divisione continuò a combattere in cruenti scontri di retroguardia nel corso della ritirata fino a El-Agheila, sacrificando gli ultimi dei 130 carri tra Panzer III e Panzer IV con cui era giunta in Africa.

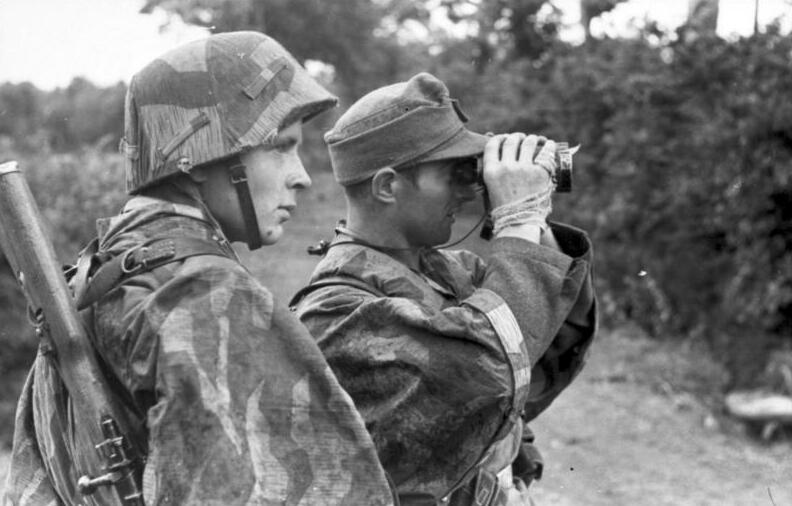
Granatieri della 21. Panzer-Division fotografati in Francia nel 1944

Riequipaggiata e riorganizzata, la divisione svolse un ruolo importante nella seconda offensiva organizzata dalla Volpe del deserto (il soprannome di Rommel) nel gennaio 1942, nella lunga cavalcata di 560 km fino alla linea di Ain el-Gazala; qui, insieme al resto della Panzerarmee Afrika (il nome assunto dalle forze tedesche e italiane dopo la riorganizzazione, DAK, X, XX e XXI Corpo d'Armata italiani più altre unità), riorganizzò le proprie forze fino alla nuova offensiva del maggio 1942. Ancora una volta la 21. Panzer-Division si distinse durante la battaglia di Ain el-Gazala assestando il colpo decisivo alle colonne corazzate britanniche e penetrando per prima nel perimetro difensivo di Tobruch, proseguendo poi la propria avanzata fino alle posizioni di Alam Halfa. Qui, il 31 agosto 1942, aggirando il fianco meridionale del fronte, cercò di prendere in trappola il grosso delle forze corazzate britanniche, ma dopo accaniti scontri fu costretta dapprima a sospendere l'attacco, e il 3 settembre a ripiegare.
La divisione partecipò in seguito sia alla prima che alla seconda battaglia di El Alamein, dove si trovò a combattere in condizioni sempre più disperate contro un nemico che continuava di giorno in giorno ad aumentare la propria forza corazzata. Il 4 novembre 1942 iniziò il lungo ripiegamento, con la divisione sacrificata in retroguardia, che si fermò soltanto al confine tra Libia e Tunisia.
La divisione fu quindi posta alle dipendenze della 5ª Panzerarmee che aveva occupato la Tunisia nel novembre del 1942 in risposta all'operazione Torch Alleata, e tra il 30 gennaio e il 3 febbraio 1943 fu divisa in due Kampfgruppen (gruppi di battaglia): il Kampfgruppe Grun e il Kampfgruppe Pfeiffer (dal cognome dei loro comandanti), quest'ultimo a sua volta diviso in altri tre gruppi denominati "Nord", "Mitte" e "Sud". impiegato in tutte le azioni fino alla ritirata finale dal Nordafrica. Ultimo brillante successo fu infatti la vittoria nella battaglia del passo di Kasserine, dove la 21. Panzer-Division costituì il nucleo principale della forza corazzata tedesca.

Tra l'11 e il 13 maggio 1943, comunque, la quasi totalità della divisione si arrese con le ultime forze italo-tedesche in Tunisia.

### La disfatta in Francia

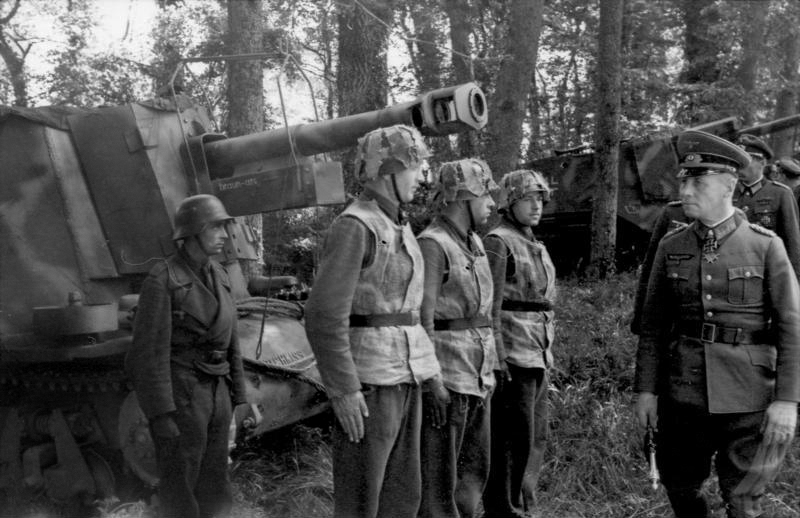
Rommel passa in rassegna alcuni soldati della 21ª Panzer, in ordine davanti ad un semovente da 105 mm sulla base del carro francese H39

La 21. Panzer-Division venne riformata in Francia, nella zona di Rennes, il 15 luglio 1943 con elementi della 931. Schnellen Brigade (letteralmente 931ª brigata veloce) e circa 2.000 sopravvissuti dalla guerra in Africa, equipaggiata inizialmente con carri di preda bellica come i francesi SOMUA S35, per passare poi ai Panzer IV. Ritenuta non ancora sufficientemente addestrata per partecipare ai combattimenti sul fronte orientale, il nuovo reparto entrò in azione solamente nel marzo 1944 nell'ambito dell'operazione Margarethe, l'invasione dell'Ungheria, quindi venne di nuovo dislocata in Francia dove era schierato abbastanza vicino da contrattaccare la testa di ponte alleata durante il D-Day. Come molte altre divisioni tedesche in Francia nel 1944, la 21. Panzer Division era un'unità con dei problemi. L'unità scese in campo con un insieme di equipaggiamenti disparati: carri di produzione straniera, soprattutto di produzione francese e Panzer IV, un carro che iniziava a tradire la sua concezione risalente all'anteguerra.
La divisione reagì al D-Day con una certa prontezza ed affrontò, già dalle prime ore del mattino, i paracadutisti britannici della 6ª Divisione Aerotrasportata che vennero fiaccati durante la notte. I due avversari si trovarono in duri combattimenti, in particolare attorno alla città di Ranville, e l'oscurità del primo mattino non fece che aumentare il caos. In seguito la divisione perse tutti i suoi mezzi corazzati nel settore di Caen, ma gli uomini continuarono a distinguersi nei combattimenti per molte altre settimane anche grazie ai rinforzi giunti dalla 16. Luftwaffen-Felddivision (16ª divisione campale della Luftwaffe) ad agosto.
Trasferita nel sud della Francia per fronteggiare le forze Alleate sbarcate a seguito dell'operazione Dragoon, venne impegnata a Épinal, Saint-Dié-des-Vosges, Luneville, Nancy e Metz, per venire poi distrutta quasi completamente nella sacca di Falaise, finché nell'agosto del 1944 fu ritirata dalla prima linea per riorganizzarsi in Lorena. I reparti di rinforzo si concretizzarono nella 112. Panzer-Brigade (112ª brigata corazzata), giunta nell'ottobre dello stesso anno.

### Le ultime battaglie
Con gli Alleati che spingevano ad ovest, la divisione venne inviata d'urgenza al fronte dove combatté in operazioni difensive nella zona della Saar e dell'Alsazia.
Nel dicembre del 1944 la 21. Panzer-Division fu utilizzata in un attacco contro Strasburgo (operazione Nordwind), e in febbraio del nuovo anno fu trasferita al fronte orientale, più precisamente a Lubań, dove combatté lungo l'Oder inquadrata sotto la 4. Panzerarmee. Sopraffatta dalle forze dell'Armata Rossa nella zona di Halbe. e Görlitz, capitolò definitivamente a Cottbus l'8 maggio 1945.

## Ordine di battaglia
1941: creazione in Nord Africa.
- Stabs (Quartier generale)
- 5. Panzer-Regiment (5º reggimento corazzato)[9]
  - Panzer-Abteilung I (1º battaglione corazzato)
  - Panzer-Abteilung II
- 2. Maschinengewehr Bataillon (mot.)
- 8. Maschinengewehr Bataillon (mot.)
- 3. Aufklärungs-Abteilung (3º battaglione da ricognizione)
- 33. Panzerjäger Abteilung (33º battaglione cacciacarri)
- 39. Panzerjäger Abteilung
- 75. Artillerie-Regiment (75º reggimento di artiglieria motorizzato)
- 33. Luftwaffe Flak Artillerie-Regiment (33º reggimento FlaK della Luftwaffe)
- 606. Leichte Flak Artillerie-Abteilung (606º battaglione FlaK leggero)
- 605. Schwere Panzerjäger-Abteilung (605º battaglione cacciacarri pesante)
- 200. Pionier-Bataillon (200º battaglione del genio militare)

1941 - 1942: Nord Africa
- Stabs
- 5. Panzer-Regiment
  - Panzer-Abteilung I
  - Panzer-Abteilung II
- 104. Schützen-Regiment (104º reggimento di fanteria meccanizzata)
  - Schützen-Abteilung I
  - Schützen-Abteilung II
- 20. Kradschützen-Bataillon (20º battaglione motociclisti) - dal 1942[5]
- 155. Panzer-Artillerie-Regiment
  - Panzer-Artillerie-Abteilung I (1º battaglione di artiglieria corazzato)
  - Panzer-Artillerie-Abteilung II
  - Panzer-Artillerie-Abteilung III
- 200. Panzernachrichten-Abteilung (200º battaglione trasmissioni corazzato)
- 200. Pionier-Abteilung
- 3. Aufklärungs-Abteilung
- 39. Panzerjäger-Abteilung
- 200. Feldersatz-Bataillon (200º battaglione rimpiazzi)
- Unità di servizi e supporto

Marzo 1943: Nord Africa
- Stabs
- 5. Panzer-Regiment
  - Panzer-Abteilung I
  - Panzer-Abteilung II
- 47. Panzergrenadier-Regiment (47º reggimento panzergrenadier)
  - Panzergrenadier-Bataillon I
  - Panzergrenadier-Bataillon II
- 104. Panzergrenadier-Regiment
  - Panzergrenadier-Bataillon I
  - Panzergrenadier-Bataillon II
- 155. Panzer-Artillerie-Regiment
  - Panzer-Artillerie-Abteilung I
  - Panzer-Artillerie-Abteilung II
  - Panzer-Artillerie-Abteilung III
- 200. Panzernachrichten-Abteilung
- 220. Panzer-Pionier-Abteilung
- 580. Panzer-Aufklärungs-Abteilung
- 200. Panzerjäger-Abteilung
- 609. Heeres Flak-Abteilung (609º distaccamento FlaK dell'esercito)

Luglio 1943 - Giugno 1944: Francia
- Stabs
- 100. Panzer-Regiment
  - Panzer-Abteilung I
  - Panzer-Abteilung II
- 125. Panzergrenadier-Regiment
  - Panzergrenadier-Bataillon I
  - Panzergrenadier-Bataillon II
- 192. Panzergrenadier-Regiment
  - Panzergrenadier-Bataillon I
  - Panzergrenadier-Bataillon II
- 21. Panzer-Aufklärungs-Abteilung
- 200. Panzerjäger-Abteilung
- 155. Panzer-Artillerie-Regiment
  - Panzer-Artillerie-Abteilung I
  - Panzer-Artillerie-Abteilung II
  - Panzer-Artillerie-Abteilung III
- 305. Heeres Flak-Abteilung
- 220. Panzer-Pionier-Abteilung
- 200. Panzernachrichten-Abteilung
- 200. Feldersatz-Bataillon
- Unità di servizi e supporto

febbraio 1945: fronte orientale.
- Stabs
- 22. Panzer-Regiment[10]
  - Panzer-Abteilung I
- 125. Panzergrenadier-Regiment
  - Panzergrenadier-Bataillon I
  - Panzergrenadier-Bataillon II
- 192. Panzergrenadier-Regiment
  - Panzergrenadier-Bataillon I
  - Panzergrenadier-Bataillon II
- 155. Panzer-Artillerie-Regiment
  - Panzer-Artillerie-Abteilung I
  - Panzer-Artillerie-Abteilung II
  - Panzer-Artillerie-Abteilung III
- 200. Panzernachrichten-Abteilung
- 220. Panzer-Pionier-Abteilung
- 21. Panzer-Aufklärungs-Abteilung
- 200. Panzerjäger-Abteilung
- 305. Heeres Flak-Abteilung
- Unità di servizi e supporto

## Decorazioni
In totale furono 24 gli uomini decorati con la Croce di Cavaliere della Croce di Ferro, dei quali 2 con Fronde di Quercia. Ad altri 57 fu appuntata la Croce Tedesca d'oro e a 8 la Spilla d'Onore dell'Esercito. Ai soldati Hans Beil e Heinz Pfeiffer venne assegnato anche l'Ordine di Michele il Coraggioso di terza classe in data 13 settembre 1943.

## Comandanti
Prima formazione
| Nome                        | Grado                    | Inizio               | Fine                 |
| Johann von Ravenstein       | Generalmajor             | 31 maggio 1941       | 29 novembre 1941     |
| Gustav-Georg Knabe          | Oberstleutnant           | 29 novembre 1941     | 30 novembre 1941     |
| Karl Böttcher               | Generalmajor             | 1º dicembre 1941     | 11 febbraio 1942     |
| Georg von Bismarck          | Oberst, poi Generalmajor | 11 febbraio 1942     | 21 luglio 1942       |
| Alfred Breur                | Oberst                   | 21 luglio 1942       | primi di agosto 1942 |
| Georg von Bismarck          | Generalmajor             | primi di agosto 1942 | 31 agosto 1942       |
| Carl-Hans Lungershausen     | Oberst                   | 1º settembre 1942    | 18 settembre 1942    |
| Heinz von Randow            | Generalmajor             | 18 settembre 1942    | 21 dicembre 1942     |
| Kurt von Liebenstein        | Generalmajor             | 21 dicembre 1942     | 1º gennaio 1943      |
| Hans-Georg Hildebrandt      | Oberst                   | 1º gennaio 1943      | 28 febbraio 1943     |
| Hans-Georg Hildebrandt      | Generalmajor             | 1º marzo 1943        | 16 marzo 1943        |
| Heinrich-Hermann von Hülsen | Generalmajor             | 17 marzo 1943        | 13 maggio 1943       |

Seconda formazione
| Nome               | Grado           | Inizio           | Fine             |
| Edgar Feuchtinger  | Generalmajor    | 15 luglio 1943   | 15 gennaio 1944  |
| Oswin Grolig       | Generalmajor    | 10 gennaio 1944  | 9 marzo 1944     |
| Franz Westhoven    | Generalleutnant | 10 marzo 1944    | 8 maggio 1944    |
| Edgar Feuchtinger  | Generalleutnant | 8 maggio 1944    | 23 gennaio 1945  |
| Helmuth Zollenkopf | Oberst          | 24 gennaio 1945  | 11 febbraio 1945 |
| Werner Marcks      | Generalleutnant | 12 febbraio 1945 | 8 maggio 1945    |

Dati tratti da:

## Videogiochi
Una rappresentazione videoludica della 21. Panzer-Division è presente in Steel Division: Normandy 44.